# Шафранки
Шафранки (лат. Crocothemis) — род насекомых из семейства настоящих стрекоз. Различные виды этого рода встречаются в Южной Европе, Африке, Азии, Австралии и юго-западной части Тихого океана. Они, как правило, среднего размера.
Эти стрекозы заметны из-за своей яркой окраски. Окраска самцов, как правило, очень яркая, от ярко-красного у нескольких видов, до ярко-синей австралийской C. nigrifrons. Самки имеют тенденцию быть тускло-коричневыми или оранжевыми.
Как и большинство настоящих стрекоз, они склонны сидеть на палках, тростниках или камнях у воды, взлетать, чтобы поймать насекомое и возвращаться на место.

## Классификация
Род включает следующие виды:
- Crocothemis brevistigma Pinhey, 1961
- Crocothemis corocea Navás, 1918
- Crocothemis divisa Karsch, 1898
- Crocothemis erythraea (Brullé, 1832)
- ? Crocothemis misrai Baijal & Agarwal, 1956
- Crocothemis nigrifrons (Kirby, 1894)
- Crocothemis sanguinolenta (Burmeister, 1839)
- Crocothemis saxicolor Ris, 1921
- Crocothemis servilia (Drury, 1770)
- Crocothemis striata Lohmann, 1981

## Галерея
- Crocothemis erythraea
- Crocothemis nigrifrons
- Crocothemis sanguinolenta